# Jan Grodek
Jan Grodek, wzgl. Jan Grodek z Sanoka (ur. pod koniec XV wieku, zm. 27 sierpnia 1554) – prawnik.
Syn Jana, zapisany w roku 1499 na Uniwersytet Krakowski, od 1502 roku bakałarz, od 1513 roku mistrz sztuk wyzwolonych, w latach 1513-1525 wykładowca na wydziale filozofii, następnie profesor na wydziale prawa i doktor dekretów, rektor Uniwersytetu Krakowskiego w latach 1540–1541, 1545–1546, 1551–1552.
W sanockiej dzielnicy Śródmieście została ustanowiona ul. Jana Grodka (nazwę nadano w 1964 w związku z obchodami 600-lecia UJ). 16 stycznia 2005 dla sanockiej uczelni przyjęto nazwę Państwowa Wyższa Szkoła Zawodowa im. Jana Grodka (od 2019 Uczelnia Państwowa im. Jana Grodka w Sanoku).